# Geraldo (músico)
Gerald Walcan Bright  (10 de agosto de 1904 – 4 de mayo de 1974) fue un músico británico líder de banda, uno de los más populares de la década de 1930 con su "música dulce" y su "Gaucho Tango Orchestra". En los años cuarenta modernizó su estilo a fin de seguir disfrutando de un gran éxito.

## Biografía
Nacido en Londres, Inglaterra, su verdadero nombre era Gerald Walcan Bright, adoptando el nombre artístico de "Geraldo" en 1930.
Bright tocaba el piano y el órgano, y estudió en la Royal Academy of Music de Londres. Empezó su carrera como pianista tocando para películas mudas. Geraldo se convirtió en una primera figura del mundo del espectáculo británico durante cuatro décadas, influyendo en las exitosas carreras de numerosos cantantes. Para sus retransmisiones variaba bastante estilo de su orquesta, y una serie de Melodías Tip Top (empleando una sección de cuerda junto a la usual banda de baile) disfrutaron de gran popularidad. Hizo varias grabaciones comerciales, reflejándose en las mismas el considerable talento como arreglista del joven Wally Stott (más conocido en los Estados Unidos como Angela Morley) .
A lo largo de los años, la mayor parte de los principales músicos del Reino Unido tocaron con la banda de Geraldo, incluyendo a Ted Heath, que tocó el trombón en la orquesta antes de formar su propia banda, al guitarrista Ken Sykora, más tarde convertido en una respetada personalidad radiofónica, y al trompetista Freddie Jameson.
En la década de 1950 Geraldo compuso la música de inicio del canal Scottish Television. Con el título de Scotlandia, se oyó virtualmente cada día a lo largo de treinta años al inicio de la programación de la emisora.
a

## Geraldo's Navy
Tras la Segunda Guerra Mundial, Geraldo también dirigió una agencia artística desde sus oficinas en la londinense Bond Street. Además de reservar bandas musicales para teatros y hoteles, destinaba a músicos a transatlánticos y barcos de crucero – en lo que el negocio del espectáculo musical llamaba la "Geraldo's Navy (Armada de Geraldo)". 
Desde mediados de los años treinta y durante unos veinte años, el Sindicato de Músicos Británicos prohibía tocar en el Reino Unido a los músicos estadounidenses. La prohibición era como respuesta a otra similar llevada a cabo en los Estados Unidos contra los músicos británicos. Este era especialmente frustrante para los británicos que querían ver y escuchar a sus ídolos americanos. Sin embargo, una solución era cruzar el Atlántico en las bandas de los buques de Cunard Line, entre ellos el RMS Queen Mary, el RMS Queen Elizabeth, el RMS Mauretania y el RMS Queen Elizabeth 2, o en los barcos de Canadian Pacific Steamships RMS Empress of England y RMS Empress of Canada. Los de Cunard eran especialmente populares porque cuando atracaban en Nueva York, los músicos tenían una o dos noches libres para visitar locales de jazz como Birdland, en Broadway, o clubs en Greenwich Village. 
Muchas conocidas figuras del jazz británico posterior a la guerra "sirvieron" en la armada musical de Geraldo, entre ellos John Dankworth, Benny Green, Bill Le Sage, Ronnie Scott, y Stan Tracey.
Geraldo falleció a causa de un ataque cardiaco mientras se encontraba de vacaciones en Vevey, Suiza, en 1974. En 1993 una nueva Geraldo Orchestra, dirigida por el trombonista Chris Dean, hizo una gira de provincias por el Reino Unido.

## Orquesta
Entre 1940 y 1947 la Orquesta Geraldo estuvo compuesta por: 
- Gerald Bright (Geraldo), director.
  - Sid Bright (hermano gemelo de Gerald), piano.
  - Jack Collier, bajo.
  - Maurice Berman (Burman), percusión.
  - Ivor Mairants, guitarra.
  - Alfie Noakes, Basil Jones, Flash Shields, Leslie Hutchinson, trompetas.
  - Ted Heath, Eric Tann, Joe Ferrie, Jimmy Coombes, trombones.
  - Harry Hayes (Chipper), Nat Temple, Dougie Robinson, George Evans, Arthur Birkby, Phil Goody, saxofones
  - Georgia Lee, Dorothy Carless, Doreen Villiers, Len Camber, Beryl Davies, J. Hunter, Johnny Green, Derek Roy, Sally Douglas, Vocalistas.

Eric Delaney (percusión) llegó en diciembre de 1946 y (salvo un corto período) permaneció hasta mayo de 1954. Otros destacados nombres fueron Wally Stott, Keith Bird, Bob Adams (saxos) y Eddie Calvert (trompeta)- Archie Lewis. Dick James y Carole Carr fueron vocalistas.

## Filmografía
Como actor:
- No Parking (1938)
- Dance Hall (1950) (sin créditos) – Líder de Orquesta
- We'll Meet Again (1943)
- Laugh It Off (1940)

Como él mismo:
- Road House (1934)
- School for Stars (1935)
- London Melody (1937) (sin créditos)
- Tin Pan Alley (1951)

## Discografía
- Geraldo And His Orchestra (World 1974)
- Hello Again ... Again (Transatlantic 1976)
- 50 Hits Of The Naughty 40s (Pickwick 1977)
- Gerry's Music Shop (Decca 1980)
- Heart And Soul (HMV 1983)
- Jealousy (con la Gaucho Tango Orchestra) (Parlophone 1983)
- The Golden Age Of Geraldo (EMI 1986)
- The Man And His Music (EMI 1992)
- The Dance Band Years (Pulse 1997)